# Georgi Bliznasjki

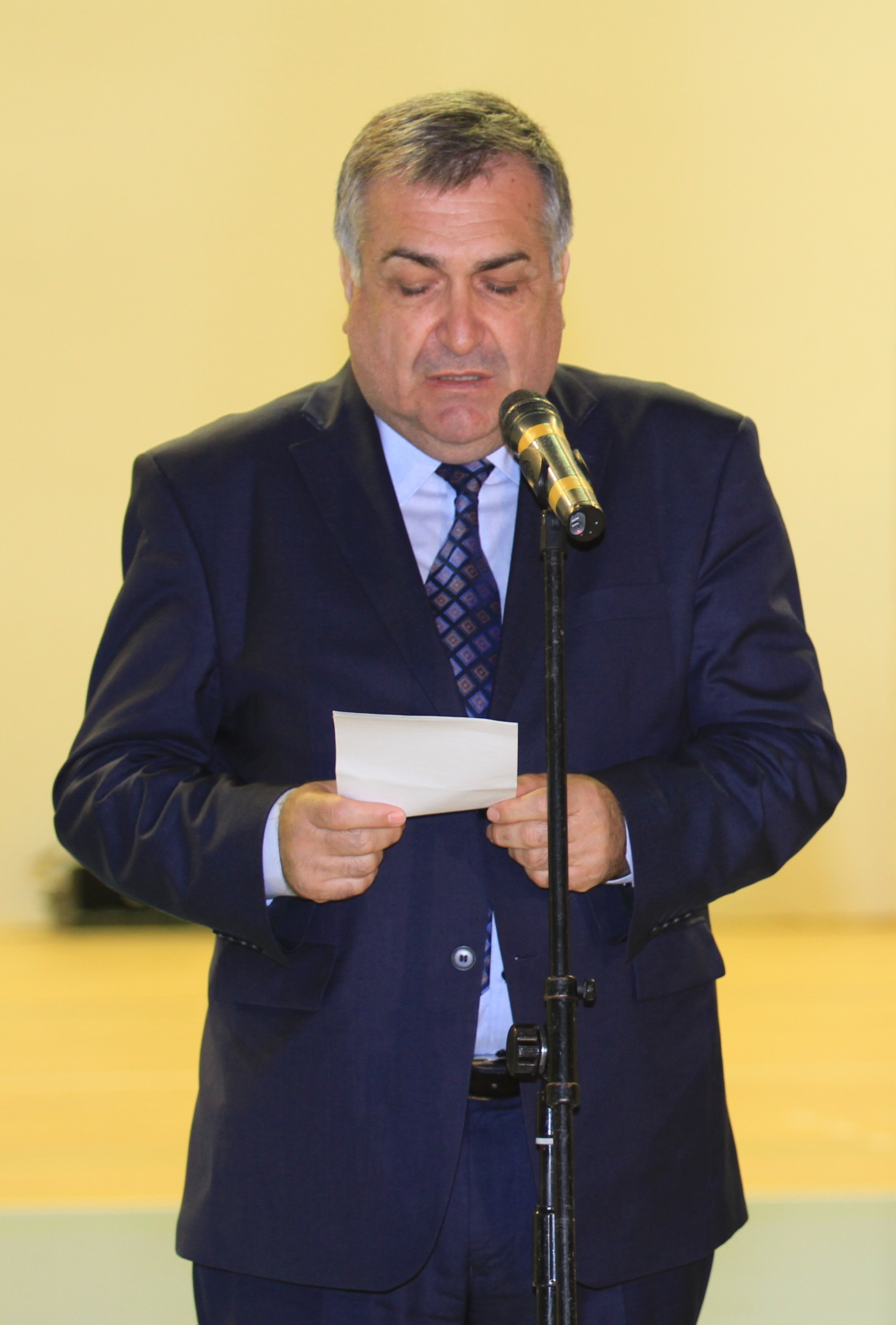

Georgi Petkov Bliznasjki (Bulgaars: Георги Петков Близнашки) (Skravena, 4 oktober 1956) is een Bulgaars politicus en hoogleraar. Van 6 augustus 2014 tot 7 november 2014 was hij de interim-premier van Bulgarije, in 2007 was hij lid van het Europees Parlement.
Bliznasjki heeft rechten gestudeerd aan de Universiteit van Sofia, waar hij ook promoveerde in het constitutioneel recht met als onderwerp 'de status van de vaste commissies in de Nationale Vergadering'. Sinds 2009 is hij hoogleraar in het 'constitutioneel recht van de Republiek Bulgarije' aan de Universiteit van Sofia. Van 1991 tot 1994 maakte Bliznasjki deel uit van de 36ste Nationale Vergadering. Later was hij van 2004 tot 2005 expert in de door de Nationale Vergadering opgerichte 'commissie van amendementen en toevoegingen aan de grondwet van de Republiek Bulgarije'.
Bliznasjki was van 2005 tot 2006 waarnemer bij het Europees Parlement, en was na de toetreding van Bulgarije tot de EU enkele maanden lid van het Europees Parlement. Tijdens zijn periode in het Europees Parlement was hij onder meer lid van de 'commissie Constitutionele Zaken'. Van 2005 tot 2009 was Bliznasjki lid van de veertigste Nationale Vergadering. Hij stond achter de protesten en bezetting van de universiteit in 2013 en 2014 welke gericht waren tegen de corruptie en de socialistische regering. Bliznasjki was een van de weinige oudere leden van de Bulgaarse Socialistische Partij die openlijk kritiek had op de zitting regering (met socialistische signatuur). Door deze kritiek werd hij in maart 2014 uit de Socialistische Partij gezet. Op 6 oktober 2014 werd hij door de Bulgaarse president Rosen Plevneliev benoemd tot interim-premier van Bulgarije. Hij leidde een technocratisch kabinet dat aanbleef tot het aantreden van een nieuw kabinet. Bliznaski volgde de door protesten geteisterde Plamen Oresjarski op die iets langer dan een jaar premier was en met zijn hele kabinet moest aftreden na een tekort aan vertrouwen van de coalitie. Het mandaat van het kabinet-Bliznasjki liep af op 7 november 2014, toen kreeg Bojko Borisov goedkeuring van het parlement voor zijn nieuwe regering